# 红狮镇
红狮镇，是中华人民共和国重庆市云阳县下辖的一个乡镇级行政单位。

## 行政区划
红狮镇下辖以下地区：
兴红社区、中坪村、梅柏村、尖峰村、保健村、临江村、宝丰村、永福村、向阳村、水田村和石宝村。